# Rubus laegaardii
Rubus laegaardii är en rosväxtart. Rubus laegaardii ingår i släktet rubusar, och familjen rosväxter. IUCN kategoriserar arten globalt som sårbar. Inga underarter finns listade i Catalogue of Life.